# Rumania en los Juegos Olímpicos de Oslo 1952
Rumanía estuvo representada en los Juegos Olímpicos de Oslo 1952 por un total de 16 deportistas que compitieron en 3 deportes.  
El equipo olímpico rumano no obtuvo ninguna medalla en estos Juegos.